# Большая Рошня
Большая Рошня(чечен. Докха Роьшни) — река в России, протекает по территории Ачхой-Мартановского и Урус-Мартановского районов Чеченской Республики. Длина реки составляет 17 км. Площадь водосборного бассейна — 35,8 км².
Начинается на южном клоне горы Нашахалам в урочище Кейчух. Течёт в общем северном направлении, сначала по горам, затем по буково-грабовому лесу. Сливаясь с Малой Рошней на высоте около 481 метра над уровнем моря, образует реку Рошня. На реке стоит селение Бакан-Хутор.

## Данные водного реестра
По данным государственного водного реестра России относится к Западно-Каспийскому бассейновому округу, водохозяйственный участок реки — Сунжа от истока до города Грозный. Речной бассейн реки — Реки бассейна Каспийского моря междуречья Терека и Волги.
Код объекта в государственном водном реестре — 07020001112108200005772.